# Aldrichia ehrmanii
Aldrichia ehrmanii là một loài ruồi thuộc họ Bombyliidae. Loài này có ở vùng đông bắc Hoa Kỳ và Ontario, Canada.